# Vasco Amaro
Vasco Amaro da Silveira Filho (Pelotas, 9 de setembro de 1911 — ) foi um político brasileiro.
Filho de Vasco Maria Amaro da Silveira e de Lucila Resende da Silveira. Casou Maria Amaro da Silveira, tendo com ela seis filhos.
Em novembro de 1966 foi eleito deputado federal pelo Rio Grande do Sul na legenda da Aliança Renovadora Nacional (ARENA), assumindo o mandato em fevereiro do ano seguinte. Foi reeleito em novembro de 1970 e em novembro de 1974, tentou mais uma vez a reeleição no pleito de novembro de 1978, obtendo apenas uma suplência.